# Manas (Daghestan)
Manas (in russo Мана́с?; in lingua cumucca: Манас) è un insediamento di tipo urbano della Russia situato nel Daghestan. Fa parte del distretto Karabudachkentskij.
L'insediamento è situato 9 km a nord-est dal centro distrettuale di Karabudachkent.